# Bill Hopper
William "Bill" Booth Hopper (26 de agosto de 1891, Jackson, Tennessee–14 de enero de 1965, Allen Park, Michigan) fue un pícher de las Grandes Ligas de Béisbol. Jugó en tres temporadas, desde 1913 hasta 1915, en el equipo de los St. Louis Cardinals y en Washington Senators. 
Está enterrado en el cementerio Browns en la ciudad de Jackson, Tennessee.